# خوارزمية
الخوارزمية هي مجموعة من الخطوات الرياضية والمنطقية والمتسلسلة اللازمة لحل مسألة ما. وسميت الخوارزمية بهذا الاسم نسبة إلى العالم أبو جعفر محمد بن موسى الخوارزمي الذي ابتكرها في القرن التاسع الميلادي. الكلمة المنتشرة في اللغات اللاتينية والأوروبية هي «algorithm» وفي الأصل كان معناها يقتصر على خوارزمية لتراكيب ثلاثة فقط وهي: التسلسل والاختيار والتكرار.
- التسلسل: تكون الخوارزمية عبارة عن مجموعة من التعليمات المتسلسلة، هذه التعليمات قد تكون إما بسيطة أو من النوعين التاليين.
- الاختيار: بعض المسائل لا يمكن حلها بتسلسل بسيط للتعليمات، وقد تحتاج إلى اختبار بعض الشروط وتنظر إلى نتيجة الاختبار، إذا كانت النتيجة صحيحة تتبع مسار يحوي تعليمات متسلسلة، وإذا كانت خاطئة تتبع مسار آخر مختلف من التعليمات. هذه الطريقة هي ما تسمى اتخاذ القرار أو الاختيار.
- التكرار: عند حل بعض المسائل لا بد من إعادة نفس تسلسل الخطوات عدد من المرات. وهذا ما يطلق عليه التكرار.

وقد أثُبت أنه لا حاجة إلى تراكيب إضافية. استخدام هذه التراكيب الثلاث يسهل فهم الخوارزمية واكتشاف الأخطاء الواردة فيها وتغييرها.

## تعريف رسمي
على الرغم من عدم وجود إجماع رسمي على تعريف مناسب للـ «خوارزمية»، فمن الممكن صياغة تعريف غير رسمي لها عن طريق اعتبارها «مجموعة من القواعد التي تعبر عن سلسلة محددة من العمليات»  التي من شأنها أن تشمل جميع برامج الكمبيوتر، بما في ذلك البرامج التي لا تُجرى بها عمليات حسابية رقمية. وبالنسبة لبعض الناس، فإن أي برنامج هو خوارزمية إلا إذا كان يتوقف في نهاية المطاف. بالنسبة للآخرين، فإن البرنامج هو فقط خوارزمية إذا كان ينفذ عددا من الخطوات الحسابية.
وهناك مثال نمطى لخوارزمية هو خوارزمية إقليدس لتحديد الحد الأقصى للقاسم المشترك لعددين؛ وكمثال (هناك أمثلة أخرى) موضحة من قبل الرسم البياني أعلاه وكمثال في جزء لاحق.
Boolos & Jeffrey (1974, 1999) تقدم معنى رسميا للكلمة في الاقتباس التالي:
لا يوجد إنسان يمكنه أن يكتب بسرعة كافية، أو لمدة طويلة بما فيه الكفاية، أو صغيرة بما يكفي («أصغر وأصغر من دون حد...هل كنت ستجرب محاولة الكتابة على الجزيئات، على الذرات، أو حتى على الالكترونات»)أو أن تجرب أن تسرد كافة أعضاء مجموعة غير نهائية من الأعداد قابل للتعداد وتكتب أسمائهم، واحدا تلو الآخر، في بعض الصيغ العددية. ولكن البشر يمكنهم أيضا أن يفعلوا شيئا مفيدا بنفس القدر، في حالة بعض مجموعات الأعداد غير النهائية التي لاحصر لها: يمكن أن تعطي تعليمات صريحة لتحديد ن عضو ال من مجموعة، لمجموعة منتهية اعتباطية محدودة ن. هذه التعليمات هي أن تعطى بشكل صريح للغاية، في الشكل الذي يمكن أن نحصل عليه بواسطة آلة حاسبة، أو من قبل الإنسان الذي هو قادر فقط على القيام بعمليات بسيطة جدا على الرموز.
مصطلح «قابل للتعداد بلا حدود» يعني معدود باستخدام الأعداد الصحيحة ربما تمتد إلى ما لا نهاية«. وبالتالي، فإن Boolos وجيفري يقولون إن الخوارزمية تعني تعليمات لعملية» خلق«الأعداد الصحيحة الإخراج من عدد صحيح من مدخلات اعتباطية أو الأعداد الصحيحة التي من الناحية النظرية، يمكن اختيارها من 0 إلى ما لا نهاية. وبالتالي خوارزمية يمكن أن تكون معادلة جبرية مثل ص = م + ن اثنان — إعتباطى» متغيرات المدخلات م ن والتي تنتج ناتج ذ. لكن مختلف المؤلفين حاولوا تعريف مفهوم يشير إلى أن الكلمة تعني أكثر من ذلك بكثير، وهو أمر بناء على أمر من (للمثال بالإضافة إلى ذلك):
تعليمات دقيقة (في لغة يفهمها «الكمبيوتر») ل سريعة وفعالة، «جيدة»  العملية التي تحدد «التحركات» من «جهاز الكمبيوتر» أو (آلة أو إنسان، المجهز بما يلزم من المعلومات والقدرات الداخلية) للعثور على، أو فك شفرة، ومن ثم عملية اعتباطية صحيحة الإدخال / حرف م ن و، + رموز و= ... و لإنتاج، في وقت «معقول», الناتج عدد صحيح ذ في مكان محدد وفي شكل محدد.
ويستخدم مفهوم الخوارزمية أيضا في تعريف مفهوم قدرة إتخاذ القرار. هذه الفكرة هي مركزية لشرح كيفية النظام الرسمي تأتي إلى حيز الوجود بدءا من مجموعة صغيرة من البديهيات والقواعد. في المنطق، في وقت لا يمكن قياسه، الذي يتطلبه لإكمال خوارزمية كما أنه لا يرتبط على ما يبدو مع البعد المادي العرفي الذي نألفه. من هذه الشكوك، التي تميز العمل الجاري، ينبع عدم توفر تعريف الخوارزمية التي يناسب كلا من الاستخدام المحدد (بمعنى ما) والاستخدام المجرد لهذا المصطلح.

## إضفاء الطابع الرسمي
الخوارزميات ضرورية كى تقوم أجهزة الكمبيوتر بتفعيل البيانات بطريقة عملية. كثير من برنامج الكمبيوتر تحتوي على الخوارزميات التي تقوم بتفصيل تعليمات محددة للكمبيوتر التي ينبغي أن تؤدي (في ترتيب معين) للاضطلاع بمهمة محددة، مثل حساب رواتب الموظفين أو طباعة بطاقات تقارير الطلاب، وبالتالي، يمكن اعتبار الخوارزميات أن تكون أي تسلسل من العمليات التي يمكن محاكاتها من قبل نظام تكامل تورنغ. الكتاب الذين يؤكدون هذه الأطروحة يشملون منسكي (1967)، سافاج (1987) وجورفيتش (2000):
 منسكي: «ولكننا سوف تحافظ أيضا، مع آلان تورنغ... أن أي إجراء يمكن بطريقة» طبيعية «أن يسمى فعالا، ويمكن في الواقع أن يتحقق أو يدرك من قبل آلة (بسيطة) وبالرغم من أن هذا قد يبدو متطرفا، فالحجج... في صالحها يصعب دحضها».
جورفيتش: «... حجة تورنغ الرسمية لصالح أطروحته تبرر أقوى أطروحة: كل خوارزمية يمكن محاكاتها بواسطة آلة تورنغ... وفقا لسافاج [1987]، الخوارزمية هي عملية حسابية محددة بواسطة آلة تورنغ».
عادة، عندما تترافق أي خوارزمية مع معلومات المعالجة، تُقْرَأُ البيانات من مصدر المدخلات، وتكتب إلى جهاز إخراج، و / أو تُخزَّن لمزيد من المعالجة. وتعتبر البيانات المخزنة جزءا من الحالة الداخلية للكيان الذي يقوم بأداء الخوارزمية. في الممارسة العملية، تُخزَّن حالة النظام في واحدة أو أكثر من بنية البيانات.
لبعض هذه العملية الحسابية، الخوارزمية يجب تعريف الخوارزمية بطريقة صارمة: محددا الطريقة التي تطبق في جميع الظروف الممكنة التي يمكن أن تنشأ. وهذا هو، فإن أي خطوات مشروطة يجب التعامل معها بمنهجية، كل حالة على حدة؛ وإن معايير كل حالة يجب أن تكون واضحة (ومحسوب).
لأن الخوارزمية هي قائمة دقيقة لخطوات دقيقة، إن ترتيب الحوسبة يعد أمرا بالغ الأهمية لأداء الخوارزمية دائما. وعادة ما يفترض أن التعليمات تكون مدرجة بشكل صريح، وتوصف بأنها تبدأ من «أعلى» والذهاب إلى «أسفل»، وهي الفكرة التي توصف رسميا من قبل أكثر تدفق عناصر التحكم.
حتى الآن، وقد أدت هذه المناقشة لإضفاء الطابع الرسمي على الخوارزمية قد افترضت بناء برمجة أمرية. هذا هو المفهوم الأكثر شيوعا، ومحاولات وصف المهمة في وسائل منفصلة، «ميكانيكية». فريدة من نوعها لهذا المفهوم من الخوارزميات رسميا هو تعيين (علوم الحاسوب)، وتحديد قيمة المتغير. أنه مستمد من الحدس من «الذاكرة» باعتبارها scratchpad. هناك على سبيل المثال أدناه مثل هذا التعيين بالأسفل.
لبعض المفاهيم البديلة لما يشكل الخوارزمية انظر البرمجة الوظيفية والبرمجة منطقية.

### التعبير عن الخوارزمية
ويمكن التعبير عن الخوارزميات في العديد من أنواع التدوينات، بما في ذلك اللغة الطبيعية وأشباه الكود، المخططات الانسيابية، دراكون-الرسم البياني ولغات البرمجة أو جداول التحكم (التي تُعالج بواسطة المترجمين الفوريين).

## تمثيلها

خريطة انسيابية تمثل خوارزم إقليدس لحساب القاسم الأكبر المشترك (g.c.d.) بين عددين a وb في موضعين يدعيان A وB. يتم الخوارزم عبر سلسلة من عمليات الطرح المتتالية في حلقتين: إذا كان الفحص B ≤ A ينتج عنه "نعم" (أو قضية صائبة) فإن العدد b في الموضع B أقل من أو يساوي العدد a في الموضع A)ثم يعين الخوارزم B ← B - A (بمعنى أن العدد b - a يبدل القيمة السابقة b). بالمثل، إذا كان A > B فإن A ← A - B.حينما تصبح (محتويات) B مساوية لـ 0، وينجم عن ذلك قاسم مشترك أكبر في A.

1- خرائط الانسياب: هو تمثيل مصور للخوارزمية يوضح خطوات حل المشكلة من البداية إلى النهاية مع إخفاء التفاصيل لإعطاء الصورة العامة للحل.
و يمكن تصنيفها إلى أصناف أربعة هي:
- مخططات سير العمليات التتابعية (Sequential Flowcharts).
- مخططات سير العمليات ذات التفرع (Branched Flowcharts).
- مخططات سير العمليات ذات التكرار والدوران (Loop Flowcharts).
- مخططات سير العمليات ذات الاختيار (Selection Flowcharts).

2-الشفرة الوصفية (Pseudocode): وصف الخوارزمية بلغات البشر كالإنجليزية أو الفرنسية أو العربية بطريقة مشابهه للغات البرمجة ولكن بدون أي انتماء لها. البعض يستخدم الكثير من التفاصيل (لتصبح قريبة من لغات البرمجة) والبعض الآخر يستخدم القليل (أي أقرب للغة البشر)... فلا قاعدة معينة لكتابة هذا النوع من الشفرات.

## خوارزميات حاسوبية
في أنظمة الحاسوب، تمثل الخوارزميات في الأساس صورة من منطق أعيد كتابته بواسطة (برمجيات) ليصبح أكثر فعالية يمكن استغلاله في الحواسيب والحصول على النتائج (مخرجات) من بيانات معطاة (مدخلات).

### قواعد البرمجة
هناك أربعة طرق يستعان بها في الخوارزم البرمجي هي:
- التكرار Looping

مثال لحساب 2 أس 50.
- التفرع Branching

وتمكننا من ادخال معادلات معقدة للحاسوب ليقوم بمعالجتها بطريقة آلية.
- الاختيار Selection

فائدة هذة الخاصية تظهر خاصة في ترتيب اعداد بطريقة تنازلية أو العكس.
- التتابع Sequence

تتابع الاوامر حيث ينفذها جهاز الحاسوب حسب الترتيب.

## أمثلة

### مثال الترتيب

صورة متحركة للترتيب السريع لترتيب منظومة من القيم العشوائية. القضبان الحمراء تشير إلى عنصر محور الارتكاز، في بداية الصورة المتحركة، يُخْتَار العنصر الواقع أقصى اليمين كمحور ارتكاز.

يُعدّ البحث عن العدد الأكبر في قائمة (غير مرتبة) من الأعداد أحد أبسط الخوارزميات. يتطلب الحل فحص كل عدد في القائمة، بحيث يُفحص عدد واحد في كل خطوة. يمكن صياغة هذه الخوارزمية البسيطة بلغة برمجية عليا كما يلي:
وصف عالي المستوى:
1. افرض أن العنصر الأول هو الأكبر.
2. انظر إلى كل عنصر من عناصر القائمة المتبقية وإذا كان أكبر من العنصر الأكبر حتى الآن، قم بوضع علامة عليه.
3. يكون العنصر المعلم الأخير هو أكبر عنصر في القائمة عند انتهاء العملية.

### خوارزمية إقليدس
تظهر خوارزمية إقليدس في المسألة الثانية من كتابه («نظرية الأعداد الأساسية»). يعرض إقليدس المسألة: «إذا كان لدينا عددان أوليان فيما بينهما، لإيجاد قياسهما المشترك الأكبر». يقوم بتعريف «العدد [بأنه] متعدد مؤلف من وحدات»:، عدد حسابي، عدد موجب لا يتضمن الصفر. ومن أجل «القياس» فيعني أن نضع قطعة قياس طولية s بشكل متعاقب (q من المرات) على طول القطعة الأطول l حتى يتبقى الجزء r أقل من القطعة الأقصر s. في العبارات الحديثة نقول، الباقي r = l - q*s، q هي حاصل القسمة، r «باقي القسمة», الجزء الكسري المتبقي بعد إجراء القسمة.

## برنامج بسيط لمحاكاة خوارزمية إقليدس
المثال التالي بلغة بيسك يمثل برنامجاً بسيطاً ينفذ خوارزمية إقليدس:
```
   
5
  
REM
 
Euclid
's algorithm for greatest common divisor

   
6
  
PRINT
 
"Type two integers greater than 0"

   
10
 
INPUT
 
A
,
B

   
20
 
IF
 
B
=
0
 
THEN
 
GOTO
 
80

   
30
 
IF
 
A
 
>
 
B
 
THEN
 
GOTO
 
60

   
40
 
LET
 
B
=
B
-
A

   
50
 
GOTO
 
20

   
60
 
LET
 
A
=
A
-
B

   
70
 
GOTO
 
20

   
80
 
PRINT
 
A

   
90
 
END

```

## التحليل الخوارزمي
من المهم كثيرا أن نعرف كم من مورد معين (مثل الوقت أو التخزين) مطلوب نظريا لخوارزمية معينة. وقد وضعت طرق لتحليل الخوارزميات للحصول على هذه الإجابات الكمية (تقديرات)، على سبيل المثال، خوارزمية الترتيب أعلاه لتقدير الوقت الذي قد تستغرقه في عملية التنفيذ نعبر عنه ب O(n) ، وذلك باستخدام O تدوين كبيرة مع n يمثل طول القائمة (Array). في جميع تعليمات هذه الخوارزمية تحتاج فقط إلى تذكر متغيرين: العدد الأكبر الذي عثرت عليه الى حد الآن، وموقعها الحالي في قائمة المدخلات. لذلك يجب أن نعبر عنها عبر(O(1، أي المساحة المطلوبة لتخزين أرقام المدخلات لا تحصى.
قد تقوم عدة خوارزميات بتنفيذ المهمة نفسها من خلال مجموعة مختلفة من التعليمات في وقت أقل أو أكثر، مساحة، أو جهد من غيرها. على سبيل المثال، خوارزمية البحث الثنائي (binary search) عادة ما تكون أكثر كفاءة وسرعة من البحث المتتابع (linear search) عندما تستخدم لعمليات البحث على القوائم التي رتبت من قبل.

## تسريع الإف إف تي
لإضفاء التحسينات الممكنة حتى في بعض الخوارزميات «المبنية بشكل جيد»، وهذا ابتكار هام يتعلق بخوارزميات الإف إف تي (التي تستخدم بشكل كبير جدا في مجال معالجة الصور)، قد تمكن من خفض عدد مرات المعالجة بمعامل يصل إلى 10000 مرة. أثر هذا التسريع إلى تمكين الأجهزة الحاسوبية المحمولة (فضلا عن غيرها من الأجهزة) من استهلاك طاقة أقل.

## اقرأ أيضًا
- مجموعة قابلة للحساب